# Bahnstrecke Bernburg–Calbe (Saale)
| Streckennummer (DB): | 6853                 |                                            |                                            |
| Kursbuchstrecke (DB): | 339                  |                                            |                                            |
| Kursbuchstrecke: | 158h (1934)          |                                            |                                            |
| Streckenlänge: | 15 km                |                                            |                                            |
| Spurweite: | 1435 mm (Normalspur) |                                            |                                            |
| Streckenklasse: | CM4                  |                                            |                                            |
| Streckengeschwindigkeit: | 80 km/h              |                                            |                                            |
| |                      |                                            |                                            |
| \| \| \| von Köthen \| \| \| \| −0,775 \| Bernburg-Waldau (Bf) \| Bernburg-Waldau (Bf) \| \| \| −0,440 \| Bernburg-Waldau (Hp) \| Bernburg-Waldau (Hp) \| \| \| 00,00 \| nach Aschersleben \| nach Aschersleben \| \| \| 2,125 \| Bernburg-Strenzfeld \| Bernburg-Strenzfeld \| \| \| 3,366 \| Bernburg Zementwerk (Awanst) \| Bernburg Zementwerk (Awanst) \| \| \| \| Bode \| \| \| \| 5,945 \| Nienburg (Saale) (Hp Posten; ehem. Bf) \| Nienburg (Saale) (Hp Posten; ehem. Bf) \| \| \| \| \| \| \| \| 8,520 \| Nienburg (Saale) Getreidewirtschaft (Anst) \| Nienburg (Saale) Getreidewirtschaft (Anst) \| \| \| \| von Blankenheim Trennungsbf \| \| \| \| 14,163 \| Calbe (Saale) West (Bf) \| Calbe (Saale) West (Bf) \| \| \| \| nach Berlin, heute Calbe (Saale) Ost \| \| |                      |                                            |                                            |
| |                      | von Köthen                                 |                                            |
| | −0,775               | Bernburg-Waldau (Bf)                       | Bernburg-Waldau (Bf)                       |
| Haltepunkt / Haltestelle | −0,440               | Bernburg-Waldau (Hp)                       | Bernburg-Waldau (Hp)                       |
| | 00,00                | nach Aschersleben                          | nach Aschersleben                          |
| Haltepunkt / Haltestelle | 2,125                | Bernburg-Strenzfeld                        | Bernburg-Strenzfeld                        |
| Abzweig geradeaus, ehemals nach rechts und ehemals von rechts | 3,366                | Bernburg Zementwerk (Awanst)               | Bernburg Zementwerk (Awanst)               |
| Brücke über Wasserlauf |                      | Bode                                       | Bode                                       |
| Haltepunkt / Haltestelle | 5,945                | Nienburg (Saale) (Hp Posten; ehem. Bf)     | Nienburg (Saale) (Hp Posten; ehem. Bf)     |
| Abzweig geradeaus und ehemals von rechts |                      |                                            |                                            |
| ehemalige Blockstelle | 8,520                | Nienburg (Saale) Getreidewirtschaft (Anst) | Nienburg (Saale) Getreidewirtschaft (Anst) |
| Abzweig geradeaus und ehemals von links |                      | von Blankenheim Trennungsbf                | von Blankenheim Trennungsbf                |
| Bahnhof | 14,163               | Calbe (Saale) West (Bf)                    | Calbe (Saale) West (Bf)                    |
| |                      | nach Berlin, heute Calbe (Saale) Ost       |                                            |

Die Bahnstrecke Bernburg–Calbe (Saale) ist eine Nebenbahn in Sachsen-Anhalt. Sie verläuft von Bernburg (Saale) über Nienburg (Saale) nach Calbe. Die Anbindung an die Hauptbahn Magdeburg–Leipzig erfolgt dort über die Bahnstrecke Berlin–Blankenheim und eine kurze Verbindungsbahn zwischen beiden Strecken.

## Streckenbeschreibung
Die Strecke liegt im Salzlandkreis und verbindet die Kreisstadt Bernburg (Saale) mit der Stadt Calbe. Beide Orte liegen an der Saale. Die Strecke zweigt im Westen der Stadt Bernburg von der Bahnstrecke Köthen–Aschersleben ab. Ein kurzes Stück verlaufen die Gleise beider Strecken parallel, in diesem Bereich liegt der Haltepunkt Bernburg-Waldau, der nur an der Strecke nach Calbe einen Bahnsteig besitzt. Anschließend wendet sich die Strecke in Richtung Norden. Nördlich von der Kleinstadt Nienburg (Saale) führt sie mehrere Kilometer am Fluss entlang. Im Westen der Stadt Calbe mündet die Strecke in die Bahnstrecke Berlin–Blankenheim, die in diesem Bereich in Richtung Güsten bereits stillgelegt ist. Der Bahnhof Calbe (Saale) West liegt etwa einen Kilometer nordwestlich des Stadtzentrums. Die Landschaft entlang der Strecke ist weitgehend flach oder leicht gewellt.
Nachdem zum Fahrplanwechsel im Dezember 2022 der Bahnhof Nienburg (Saale) aufgelassen wurde, somit die Ein- und Ausfahrsignale als Deckungssignale für die beiden Bahnübergänge im Zuge der Gatterslebener Straße/Ernst-Thälmann-Straße sowie im Gewerbegebiet weggefallen sind, werden die beiden Bahnübergänge durch die Ausfahrsignale Bernburg und Calbe (Saale) West gedeckt. Dies hat zur Folge, dass die beiden Bahnübergänge entsprechend so lange geschlossen sind, wie die Züge jeweils von den beiden rückgelegenenen Bahnhöfen benötigen. Von Bernburg ca. 7 km Strecke und 2 Haltepunkte, von Calbe (Saale) West ca. 8 km Strecke. Der Straßenverkehr inkl. der Rettungswege zur Autobahn ist dann bei einem 2h-Takt 2× in 2 Stunden für jeweils ca. 15 Minuten bedingt der geschlossenen Bahnübergänge blockiert.
Die DB AG plant, im Jahr 2025 eine neue Sicherungstechnik in Nienburg (Saale) zu installieren. Offenbar wurde hier in der Genehmigungsphase der Änderung der Bahnanlagen des Bahnhofes Nienburg (Rückstufung, ggf. gleichzeitiger Rückbau zum Haltepunkt) der Straßenbaulastträger nicht eingebunden oder hat die Möglichkeit der Beteiligung nicht wahrgenommen.

## Geschichte

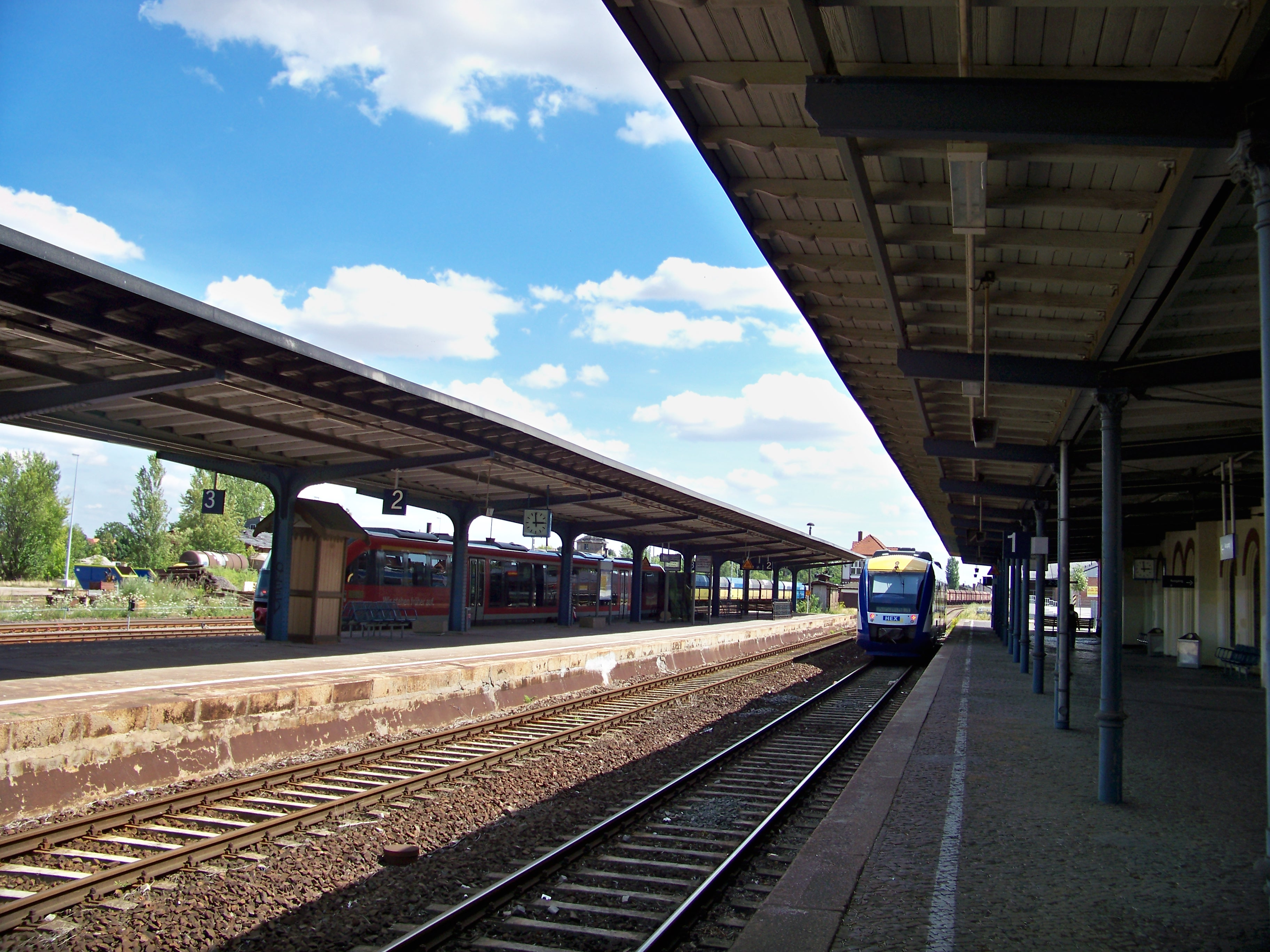
Bahnsteige Bahnhof Bernburg (2009)

Die Strecke Bernburg-Waldau–Calbe (Saale) West wurde am 15. August 1890 von der Preußischen Staatsbahn als Nebenbahn eröffnet.
1934 wurde ein Gleisanschluss zu den Bernburger Junkerswerken eingerichtet und ein Haltepunkt Junkerswerke eröffnet. 1952 wurde der Haltepunkt Bernburg-Waldau und 1958 der Haltepunkt Strenzfeld eingerichtet. 1960 wurde nördlich von Bernburg ein Zementwerk errichtet. Es wurde durch eine etwa 1,5 Kilometer lange Anschlussbahn über ein Gleisdreieck mit der Bahnstrecke Bernburg–Calbe (Saale) Ost verbunden, so dass es aus beiden Richtungen angefahren werden kann.
2006 übernahm die Elbe-Saale-Bahn den Personenverkehr auf der Strecke.
Von 2008 bis 2010 wurde die Strecke ausgebaut, um die Höchstgeschwindigkeit auf 80 km/h anzuheben. Von der Eröffnung des neuen Haltepunktes Calbe (Saale) Stadt und den neu eingerichteten Direktverbindungen nach Schönebeck (Elbe) und Magdeburg erhofft man sich höhere Fahrgastzahlen, so dass der Personenverkehr langfristig gesichert werden kann. Da sich die Fahrgastzahlen positiv entwickelten und Planungssicherheit bezüglich der Regionalisierungsmittel bestand, wurde im Februar 2017 die Vergabe der Strecke im Rahmen des Dieselnetz Sachsen-Anhalt bekannt gegeben. Sie war ursprünglich nur als Option enthalten und beim Zuschlag an Abellio nicht sofort bestellt worden. Mit dem Betreiberwechsel im Dezember 2018 werden die Züge über Bernburg hinaus bis nach Halle durchgebunden.
Die Strecke wird heute im Zweistundentakt von der Linie RB47 befahren. Das Zementwerk Bernburg wird weiterhin im Güterverkehr bedient.

## Fahrzeugeinsatz
Bis 2002 wurden die Personenzüge mit Schienenbussen der Baureihen 771 und 772 gefahren. Sie wurden durch Züge der DB-Baureihe 628 abgelöst, auf die Dieseltriebwagen der Baureihe 642 (Desiro Classic) folgten. Seit Dezember 2018 kommen LINT-41-Triebwagen zum Einsatz.